# Kalfat, Orta
Kalfat là một thị trấn thuộc huyện Orta, tỉnh Çankırı, Thổ Nhĩ Kỳ. Dân số thời điểm năm 2010 là 1.955 người.